# Halle Open 2009
L'Halle Open 2009 è stato un torneo di tennis giocato sull'erba. 
È stata la 17ª edizione dell'Halle Open, che faceva parte della categoria ATP World Tour 250 series nell'ambito dell'ATP World Tour 2009.
Si è giocato al Gerry Weber Stadion di Halle in Germania, dal 6 al 14 giugno 2009.

## Sommario
Roger Federer ha rinunciato a partecipare all'edizione di quest'anno a causa della troppa fatica accumulata durante l'Open di Francia 2009.

Il 9 giugno Simone Bolelli è stato eliminato da Novak Đoković perdendo 7–5 6–2.

Il tedesco Philipp Petzschner ha battuto per la prima volta nella sua carriera un giocatore della top ten Fernando Verdasco col punteggio di 3–6, 7–6(5), 6–4.

Tommy Haas ha vinto il titolo battendo in finale Novak Đoković con il punteggio di 2–6, 7–6(4), 6–1.

## Partecipanti

### Teste di serie
| Giocatore          | Nazionalità     | Ranking* | Testa di serie |
| ------------------ | --------------- | -------- | -------------- |
| Roger Federer      | Svizzera        | 2        | 1              |
| Novak Đoković      | Serbia          | 4        | 2              |
| Fernando Verdasco  | Spagna          | 8        | 3              |
| Jo-Wilfried Tsonga | Francia         | 9        | 4              |
| Tomáš Berdych      | Repubblica Ceca | 20       | 5              |
| Dmitrij Tursunov   | Russia          | 23       | 6              |
| Jürgen Melzer      | Austria         | 26       | 7              |
| Rainer Schüttler   | Germania        | 29       | 8              |

- Ranking al 25 maggio 2009.

### Altri partecipanti
Giocatori che hanno ricevuto una Wild card:
- Tommy Haas
- Miša Zverev
- Benjamin Becker

Giocatori passati dalle qualificazioni:

- Olivier Rochus
- Harel Levy
- Joseph Sirianni
- Fernando Vicente

## Campioni

### Singolare
Tommy Haas ha battuto in finale  Novak Đoković con il punteggio di 6–3, 6(4)–7, 6–1

### Doppio
Christopher Kas /  Philipp Kohlschreiber hanno battuto in finale  Andreas Beck /  Marco Chiudinelli con il punteggio di 6–3, 6–4